# Léo Nascimento
Léo Nascimento, nome artístico de  Leandro Berg de Oliveira do Nascimento (Imperatriz, 6 de julho de 1981), é um cantor e compositor brasileiro de música sertaneja que, desde o ano de 2020, ocupa os primeiros lugares nas paradas musicais na lista de canções que atingiram o número um da tabela Billboard Hot 100, publicada semanalmente pela revista Billboard Brasil com as faixas musicais mais executadas nas estações de rádios ,airplay e streaming online.

## Biografia
Nascido em Imperatriz (Maranhão), foi criado em Porto Velho, capital do estado de Rondônia. 
Desde a idade de 5 anos,  já compunha músicas e se interessava por violão, sempre incentivado  por sua mãe que tocava acordeom e violão.
Léo morava em um sitio com seus pais e 7 irmãos, tendo o costume de ouvir, diariamente, músicas sertanejas  pelo radio e, seu maior sonho, era ser cantor sertanejo . 
Sempre trabalhou duro pra ajudar seus pais. Servente de pedreiro, nas horas vagas, cantava para seus amigos de trabalho.
Em 2014, tudo mudou na vida de Léo. 
Um dia, saindo do trabalho por volta de 17h30min,  viu, em um bar, um violão pendurado na parede.  Perguntou então ao dono do bar se poderia tocar e cantar uma música. Assim, sentado no chão e encostado em uma parede verde, começou a cantar a canção  “Tatuagem”.  Na ocasião, Leo ficou cercado pela população que o admirava cantar.  Maravilhados com seu talento, começaram a filmá-lo a cantar e publicaram no youtube. O video chegou a alcançar mais de 100 milhões de vizualizações em poucos dias. 
Naquele mesmo ano, recebeu um convite do apresentador Celso Portiolli para contar sua historia e cantar suas canções pra todo o Brasil no programa Domingo Legal, exibido todos os domingos pelo SBT. logo mudou-se com sua família para São Paulo para iniciar sua carreira como cantor da música sertaneja. 
Léo ganhou notoriedade nacionalmente como o “pedreiro que abandonou o cimento para se tornar revelação da música sertaneja”.
Em 2016, gravou um feat com Eduardo Costa da canção "Tatuagem", escrita após uma desilusão amorosa. Esta, foi sucesso do seu primeiro DVD com a produção e direção do cantor Eduardo Costa pela gravadora Sony Music, tornando-se um hit em todas as rádios do Brasil, alcançando as primeiras  posições  da Billboard Brasil.
Em 2019, aceitou o convite do apresentador Silvio Santos para cantar, em português, o tema musical "Solo un suspiro".  "Só um Suspiro" foi transformada em sertaneja. Tema em espanhol do dramalhão, na qual foi cantado por Óscar Cruz e 'Alejandra Orozco e foi tema musical da novela mexicana  Abismo de pasión, exibida no Brasil pelo Sistema Brasileiro de Televisão (SBT) como "Abismo de Paixão".
Em 2023, Léo Nascimento lançou um EP intitulado Teste de Sofrência. O projeto foi gravado em Goiânia – GO e teve as participações dos cantores João Bosco & Gabriel, Mariana Fagundes e Zé Ricardo e Thiago. O álbum conta com nove faixas entre músicas inéditas e regravações como o hit "Vai se Arrepender", com mais de 30 milhões de visualizações no YouTube.
Também foi condecorado com a "Medalha Mérito Legislativo" a qual é destinada  a autoridades, personalidades, instituições,  entidades, campanhas, programas, movimentos de cunho social, civil ou militar, nacionais ou estrangeiros, que tenham prestado serviços relevantes ao Poder Legislativo do Brasil.

### Músicas em trilhas sonoras
| Ano  | Novela           | Música        | Televisão |  |
| ---- | ---------------- | ------------- | --------- |  |
| 2019 | Abismo de Paixão | Só um Suspiro | SBT       |  |

## Participações em programa de televisão
| Ano  | Título                      | Personagem / Cargo                    | Nota   |
| ---- | --------------------------- | ------------------------------------- | ------ |
| 2014 | Domingo Legal               | Programa exibido pelo SBT             |        |
| 2014 | Sabadão com Celso Portiolli | Sistema Brasileiro de Televisão - SBT |        |
| 2020 | Passa ou Repassa            | Sistema Brasileiro de Televisão - SBT | [ 10 ] |
| 2020 | Programa do Ratinho         | Sistema Brasileiro de Televisão - SBT |        |
| 2023 | ' Domingo Espetacular       | Programa exibido pela RecordTV        |        |

### Prêmios e indicações
| Ano  | Prêmio        | Categoria                                       | Indicação      | Resultado |
| ---- | ------------- | ----------------------------------------------- | -------------- | --------- |
| 2021 | Grammy Latino | Melhor Album de Música Sertaneja (voto popular) | Léo Nascimento | Indicado  |

### Discografia

#### Álbuns ao vivo
| Álbuns ao vivo |                                       |        |
| Ano            | Canção                                | Ref.   |
| -------------- | ------------------------------------- | ------ |
| 2016           | Uma História e Duas Vidas (Ao Vivo)’’ | [ 12 ] |
| 2017           | ’’A Única Verdade Acústico Ao Vivo    | [ 13 ] |
| 2023           | ’’Fim de Papo’’                       | [ 14 ] |
| 2023           | Tabu (Ao Vivo)                        | [ 15 ] |
| 2023           | ’’Não Volta Com Ele Não (Ao Vivo)’’   | [ 16 ] |

#### Singles & EPs
| Singles & EPs |                           |        |
| Ano           | Canção                    | Ref.   |
| ------------- | ------------------------- | ------ |
| 2016          | Uma História e Duas Vidas | [ 17 ] |
| 2017          | Você                      | [ 18 ] |
| 2018          | Processar o Bar           | [ 19 ] |
| 2019          | Respeita as Raparigas’’   | [ 20 ] |
| 2020          | Uma Noite Com Seu Ex      | [ 21 ] |

### Álbuns de estúdio
| Álbuns de estúdio |                                        |        |
| Ano               | Canção                                 | Ref.   |
| ----------------- | -------------------------------------- | ------ |
| 2015              | Tatuagem participação de Eduardo Costa | [ 22 ] |

### Singles

#### Como artistas principais
| Como artistas principais |                                                              |        |
| Ano                      | Canção                                                       | Ref.   |
| ------------------------ | ------------------------------------------------------------ | ------ |
| 2023                     | Ela Me Deixou (Ao Vivo) [part. Leo Nascimento] - Hugo e Luan | [ 23 ] |
| 2023                     | Não Valeu a Pena (part. Leo Nascimento) - Cristian Silva     | [ 24 ] |
| 2017                     | Léo Nascimento e Eduardo Costa lançam "Tatuagem"             |        |